# 威菲路
威菲路（英語：Henry Wase Whitfield，1814年—1877年3月30日）是一名英軍中將，於1869年至1874年曾任英軍中國地區、香港及海峽殖民地總司令，1872年4月曾任署理香港總督。

## 以他命名的事物
- 威菲路軍營：位於香港九龍尖沙咀，現改建為九龍公園
- 威非路道：位於香港香港島銅鑼灣天后
- 威菲路警署：位於香港香港島銅鑼灣天后，即為銅鑼灣警署，現已拆卸，原址改建為電氣道148
- 食物環境衞生署港島運輸組威菲車房: 位於香港香港島銅鑼灣天后